# Ivan 2Filoz
Iván 2Filoz (4 de diciembre de 1980, Hato Rey, Puerto Rico), es un rapero y compositor puertorriqueño de música cristiana urbana.

## Su comienzo profesional
Debutó en 2006 como director de vídeos musicales, y desde 2007 como intérprete. Posee 4 álbumes hasta la fecha, y ha participado en diversas producciones musicales como artista invitado.
Ha sido reconocido en los premios VMCL por el vídeo musical de «¿Dónde estás?» de Alex Zurdo.

## Carrera musical

### Inicios
Ingresó al Instituto de Arte de Filadelfia donde fue aceptado en animación computadorizada. Iván se dio a conocer como diseñador gráfico y editor de vídeos, realizando el arte del álbum Los Inmortales de Manny Montes (proyecto para el cual también dirigió el vídeo oficial de «Los renacidos»), y para Rey Pirín y su álbum colaborativo Faith Family, donde interpretó «Tumba ese templo».

### Hebreos 4:12y «¿Dónde estás?» (2008 - 2012)
Posteriormente, en 2008, lanzó su primer álbum homónimo a su alias, 2Filoz. Él expresa que se colocó ese nombre basado en Hebreos 4:12, "Que sus palabras serian tan cortantes como una espada de doble filo". Este álbum contó con la participación de Redimi2, Manny Montes, Quest, entre otros. Para su álbum debut, produciría el vídeo de la canción «Tuyo», con animaciones y referencias a eventos de esos años, y «Cuando las trompetas suenen». Al año siguiente llegaría Nace, un EP de corte navideño donde Los Legendarios producirían dos de las canciones. En este entonces, Iván había participado en The Upgrade, Guerreros del Reino de Travy Joe, Milk & Honey de Big Willie & Otoniel, Cueste lo que cueste de Bengie & Micky Medina, entre otros álbumes colaborativos.
En 2011, 2Filoz sería relanzado como Hebreos 4:12, siendo nominado esta vez como Mejor álbum urbano en Premios AMCL 2012. Para este relanzamiento, lanzaría un vídeo de animación para su sencillo «Las estrellas», que contó con una nueva versión, esta vez producida por Profundo Records.
Al año siguiente, dirigió y produjo junto a Alex Zurdo el vídeo oficial del sencillo «¿Dónde estás?» de su álbum Mañana es hoy, por el cual, recibiría un reconocimiento en Premios VMCL como "Videoclip musical urbano del año". Participó también en «No es adiós», canción dedicada a Sandy NLB junto a Bengie, Alex Zurdo, Goyo, y otros artistas.

### Tinta, Sangre y Sentido (2016 - actualidad)
En 2015, Iván sufre un accidente automovilístico con su familia, donde no ocurrieron mayores percances. En ese tiempo, se encontraba promocionando su nuevo álbum, el cual, sería titulado Tinta, Sangre y Sentido, del cual, se desprenden los sencillos «Princesas sin Corona», «Sábado», «Voces del Seol», y «Todo».
En 2019, como respuesta a la canción de Residente titulada «René», Iván le enviaba un mensaje al colega exintegrante de Calle 13. En 2021, Premios el Galardón le otorgó un reconocimiento a sus 20 años de trayectoria. En 2022, produjo un nuevo vídeo para Alex Zurdo, para su sencillo «Alante alante» del EP DTOX, asimismo, los efectos especiales del vídeo de «Me encontraste» de Christian Ponce.

## Discografía

### Álbumes de estudio
- 2008: 2Filoz
- 2009: Nace
- 2011: Hebreos 4:12
- 2016: Tinta, Sangre y Sentido

## Créditos
| Año  | Álbum o canción               | Artista (s)                        | Crédito                                         |
| ---- | ----------------------------- | ---------------------------------- | ----------------------------------------------- |
| 2006 | Los inmortales                | Manny Montes                       | Arte visual del álbum                           |
| 2006 | «Los renacidos»               | Big Willie & Otoniel               | Dirección del vídeo oficial                     |
| 2007 | Faith Family                  | Rey Pirin                          | Arte visual del álbum                           |
| 2007 | «Cuando las trompetas suenen» | Ivan 2Filoz                        | Dirección del vídeo oficial                     |
| 2008 | Milk & Honey                  | Big Willie & Otoniel               | Arte visual del álbum                           |
| 2008 | «Tuyo»                        | Ivan 2Filoz                        | Dirección del vídeo y animación computadorizada |
| 2008 | Cueste lo que cueste          | Bengie & Micky Medina              | Arte visual del álbum                           |
| 2011 | «Las estrellas»               | Ivan 2Filoz                        | Dirección del vídeo y animación computadorizada |
| 2012 | «¿Dónde estás?»               | Alex Zurdo                         | Dirección del vídeo oficial                     |
| 2016 | «Todo»                        | Ivan 2Filoz                        | Dirección del vídeo y animación computadorizada |
| 2017 | «Princesas sin corona»        | Ivan 2Filoz                        | Dirección del vídeo oficial                     |
| 2018 | «El más bajo»                 | Ivan 2Filoz                        | Dirección del vídeo oficial                     |
| 2019 | «Sábado»                      | Ivan 2Filoz                        | Dirección del vídeo oficial                     |
| 2019 | «La Praxis (Valentía Épica)»  | Ivan 2Filoz                        | Dirección del vídeo oficial                     |
| 2019 | «¿Qué será?»                  | Ivan 2Filoz                        | Dirección del vídeo oficial                     |
| 2020 | «Selah»                       | Ivan 2Filoz                        | Dirección del vídeo oficial                     |
| 2020 | «Distancia»                   | Ivan 2Filoz junto a Reynaldo Pepín | Dirección del vídeo oficial                     |
| 2021 | «De Iván para [R]ené»         | Ivan 2Filoz                        | Dirección del vídeo oficial                     |
| 2022 | «Alante alante»               | Alex Zurdo                         | Dirección del vídeo y animación computadorizada |
| 2022 | «Me encontraste»              | Christian Ponce junto a Alex Zurdo | Efectos visuales y animación computadorizada    |